# Ed och Lorraine Warren

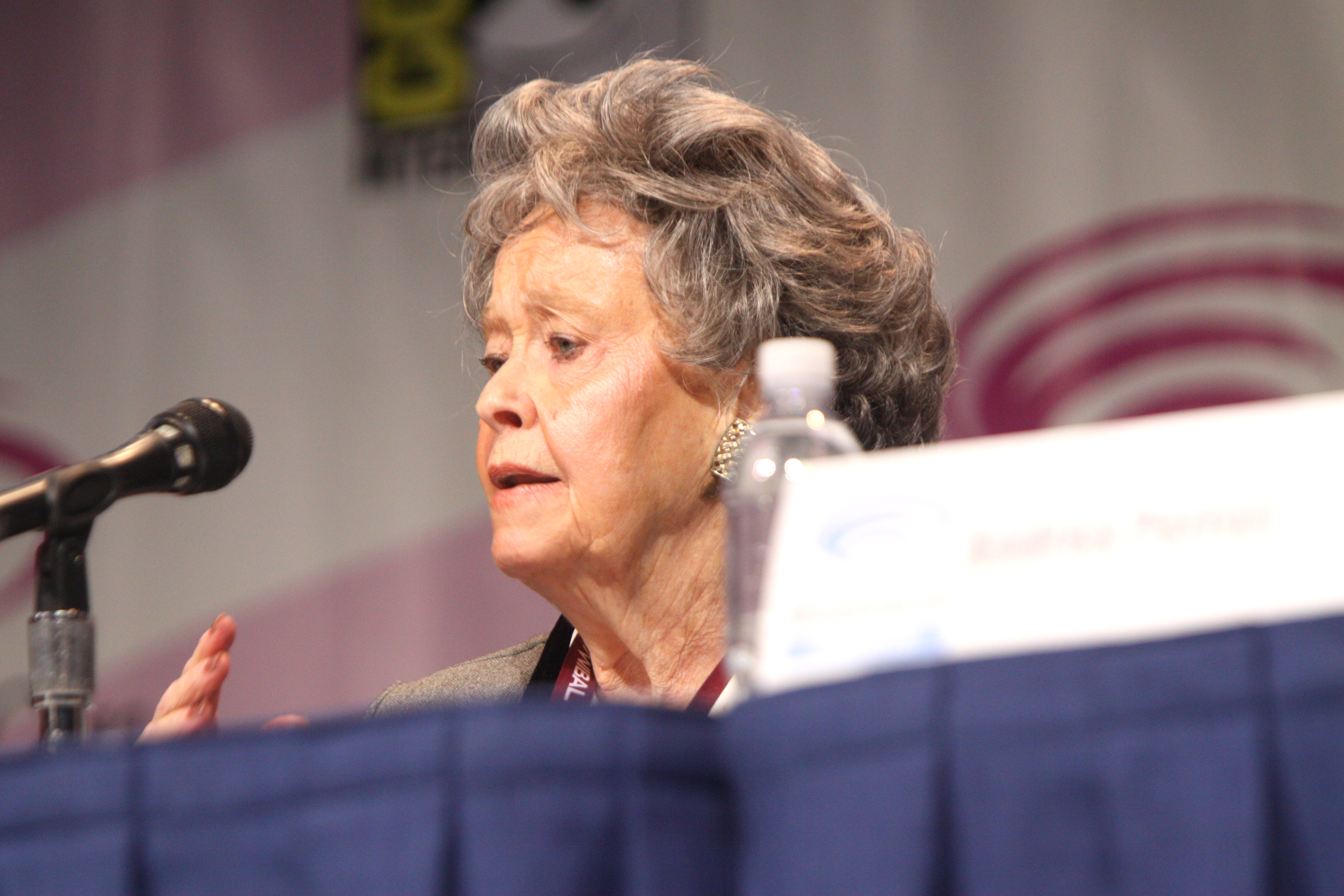
Lorraine Warren vid WonderCon 2013.

Edward "Ed" Warren Miney (född 7 september 1926 i Bridgeport, Connecticut, död 23 augusti 2006 i Monroe, Connecticut) och Lorraine Rita Warren (född Moran den 31 januari 1927 i Bridgeport, Connecticut, död 18 april 2019 i Monroe, Connecticut) var ett amerikanskt par som undersökte övernaturliga fenomen. De skrev böcker om fall de arbetade med och har enligt egen utsago undersökt över 10.000 fall av påstått paranormal aktivitet, inklusive hemsökningen i Amityville.
Deras arbete har kritiserats av skeptiker, och deras påstådda bevis för övernaturlig aktivitet har avfärdats av oberoende granskare.[källa behövs]
I filmerna The Conjuring och The Conjuring 2 gestaltas paret av Patrick Wilson och Vera Farmiga.

## Fall

### Annabelle
År 1970 köpte en kvinna en antik Raggedy Ann-docka som födelsedagspresent till sin dotter, Donna. Donna utbildade sig till sjuksköterska för tillfället och bodde i en liten lägenhet tillsammans med sin rumskamrat Angie, sjuksköterskeelev även hon. Donna uppskattade dockan och hade den i sängen som prydnad. Inom några dagar insåg både Donna och Angie att det var något konstigt med dockan då den verkade röra på sig av sig själv, till en början rörde det sig dock bara om mindre rörelser som exempelvis att den inte låg likadant som de lämnat den men med tiden blev det värre. Det hände att Donna och Angie kom hem och hittade dockan i ett annat rum än där de lämnat den innan de gått ut. Ibland satt dockan med korsade armar och ben i soffan i vardagsrummet och ibland stod den upp, lutad mot en stol i matsalen. Vid upprepade tillfällen hände det att Donna placerade dockan i soffan innan hon gick till jobbet men när hon kom hem igen hittade hon dockan i sängen.
Dockan, Annabelle, rörde sig inte bara utan kunde även skriva. Ungefär en månad efter att Donna fått dockan började hon och Angie hitta lappar där det stod "Help us" ("Hjälp oss") och "Help Lou" ("Hjälp Lou") och handstilen verkade tillhöra ett litet barn. Meddelandena var skrivna på pergamentpapper, vilket Donna aldrig ägt.
En kväll kom Donna hem och upptäckte att dockan än en gång hade rört sig och hittade den nu i sängen. Donna hade nu vant sig vid dockans beteende men den här gången kände hon att någonting var annorlunda och att allt inte stod rätt till och hon blev rädd när hon undersökte dockan och hittade något som såg ut som bloddroppar på dockans händer och dess bröst. Den röda vätskan på dockan verkade komma från ingenstans så Donna och Angie bestämde sig för att söka hjälp av en expert.
De visste inte vart de skulle vända sig så de kontaktade ett medium och de höll en seans. De fick kontakt med Annabelle Higgins ande och mediet berättade Annabelles historia för Donna och Angie. Annabelle Higgins var en flicka som bodde i området innan lägenheterna byggdes och hon var bara 7 år då hennes livlösa kropp påträffades på fältet där hyreshusen nu fanns.
Anden berättade för mediet att hon kände sig trygg hos Donna och Angie och att hon ville stanna hos dem och känna sig älskad. Donna kände medlidande med Annabelle och gav henne tillstånd att inta dockan så att hon kunde stanna hos dem, men de märkte snart att Annabelle inte var vad hon verkade vara och det här var inget vanligt fall och verkligen ingen vanlig docka.
Lou kände Donna och Angie och var med dem redan när de fick dockan. Lou tyckte aldrig om dockan och varnade Donna om att den var ondskefull och att hon borde göra sig av med den men Donna bestämde sig ändå för att behålla den - ett beslut som visade sig vara ett stort misstag.
En natt vaknade Lou ur en djup sömn och kände panik - än en gång hade han drabbats av en återkommande mardröm, men den här gången verkade något annorlunda. Det kändes som att han var vaken men inte kunde röra sig men när han såg sig om i rummet kunde han inte urskilja något utöver det vanliga. Det var först när han tittade ner mot sina fötter som han fick syn på dockan Annabelle. Dockan började långsamt glida upp för hans ena ben, fortsatte över bröstet och stannade sen och bara sekunder senare började dockan strypa honom. Lou blev paralyserad och kunde inte andas och precis när han höll på att kvävas svimmade han. Övertygad om att det inte var en dröm vaknade Lou nästa morgon och bestämde sig för att göra sig kvitt dockan och väsendet som bodde i den men han skulle råka ut för Annabelle igen..
Lou och Angie förberedde sig inför en resa och satt och läste kartor ensamma i hennes lägenhet. Lägenheten kändes kusligt tyst men plötsligt hördes prasslande ljud från Donnas rum och då blev de rädda att någon kunde ha brutit sig in i lägenheten. Lou bestämde sig för att ta reda på vem eller vad som kunde finnas på andra sidan sovrumsdörren men väntade tills ljudet upphört innan han gick in och tände ljuset. Rummet var fullständigt tomt, bortsett från dockan Annabelle som låg och skräpade i ett hörn. Lou undersökte om någon kunde ha brutit sig in i rummet men allt verkade vara i sin ordning men när han närmade sig dockan fick han en obehaglig känsla av att någon befann sig bakom honom och när han vände sig om fanns ingen där. Plötsligt höll han sig för bröstet - han hade blivit skuren och blödde. Hans tröja var indränkt i blod och över hans bröst fanns sju rivmärken. Dessa sår läkte nästan direkt och efter bara ett par dagar fanns inte längre ett spår efter dem.
Donna insåg nu att väsendet inte var anden av en liten flicka utan snarare av en demonisk natur och efter det som hände med Lou ansåg Donna att det var dags att söka hjälp av en riktig expert och kontaktade en präst vid namn Hegan. Fader Hegan kände att han behövde hjälp av en högre auktoritet inom kyrkan och kontaktade en annan präst, Cooke, som omedelbart tog kontakt med makarna Warren. 
Ed och Lorraine Warren intresserade sig för fallet och kontaktade Donna angående dockan. Efter att ha pratat med Donna, Angie och Lou drog makarna Warren slutsatsen att dockan i sig inte var besatt utan manipulerades av ett inhumant väsen. Andar intar inte hus eller leksaker, de intar människor. Däremot kan ett inhumant väsen inta ett hus eller ett föremål, i det här fallet en docka. Detta väsen manipulerade dockan för att skapa en illusion av att dockan levde men dess mål var inte att stanna i dockan, det letade efter en mänsklig värd.
Under slutstadiet av utredningen kontaktade makarna Warren fader Cooke i hopp om att få hans hjälp med att utföra en exorcism i lägenheten. Fader Cooke kände sig obekväm med att behöva utföra ritualen men gick ändå med på det och makarna Warren var övertygade om att väsendet inte skulle besvära någon igen när det hela var över. Ritualen gick bra och på Donnas begäran tog Ed och Lorraine med sig dockan när de gick. Makarna Warren placerade dockan i en speciell monter på ett museum, där den finns att beskåda än idag. 
År 2014 kom filmen Annabelle som är inspirerad av fallet.

### Huset som Gud glömde
Den 13 november 1974 sprang Ronald DeFeo in på en bar i New York och skrek att hans föräldrar hade blivit skjutna. Polisen hittade sen sex av familjemedlemmarna - föräldrarna samt fyra av de fem barnen - döda i sina sängar. Ronald uppgav att han inte varit hemma då morden begåtts, han hade bara hittat sina föräldrars kroppar innan han kom till baren men efter att polisen hittat lådan till ett gevär i Ronalds rum erkände han. Efter en lång rättegång fanns Ronald DeFeo skyldig för morden och dömdes tills livstids fängelse. Men man har aldrig kunnat förklara hur en ensam gärningsman på egen hand kunde ta sex liv utan att någon hörde skotten från geväret, som saknade ljuddämpare eller varför offren inte kämpat för sina liv och vid obduktion kom man fram till att offren inte blivit drogade innan de dog.
I december 1975 flyttade familjen Lutz in i DeFeos hus. Det hade bara gått 13 månader sen morden begåtts och makarna George och Kathleen Lutz tyckte att huset, som kostade 80.000 dollar, var ett riktigt fynd. De räknade aldrig med att de skulle lämna huset efter bara 28 dagar. 
Medan familjen höll på att packa upp kom en katolsk präst förbi för att välsigna hemmet. Prästen gick upp till övervåningen och befann sig i sovrummet som tillhört John och Marc DeFoe då han hörde en röst som sa "Get out!" ("Försvinn!") - vilket han genast gjorde. Prästen berättade inte för någon om rösten men varnade makarna Lutz för att använda rummet och uppmanade dem att inte låta någon sova där. De lyssnade dock inte på prästen utan använde det som syrum. 
Redan första natten i det nya huset började familjen känna obehag och inom bara några dagar började familjemedlemmarnas personligheter förändras. George frös ständigt och ägnade varje ledig stund till att hålla brasan i eldstaden vid liv och han märkte att både hans och Kathleens fysiska hälsa dalade hastigt medan deras dotter hela tiden satt i sitt rum och lekte med en låtsaskompis, vilken hon påstod vara en rödögd gris vid namn Jodie som kunde förvandla sig och ibland till och med bli större än huset och ingen kunde se Jodie såvida inte Jodie själv ville det.
Mystiska dofter dök här och var i huset, svarta fläckar dök upp i badrummen och man hittade en grön, geléaktig substans i olika delar av huset. Syrummet invaderades av hundratals flugor mitt i vintern. Varje natt vaknade George klockan 03:15, den tid på dygnet då familjen DeFeo blev mördade enligt polisen.
En natt vaknade George och upptäckte att hans fru hade förvandlats till en 90-årig häxa och natten därpå började hon sväva ovanför sängen. Vid upprepade tillfällen försökte familjen Lutz kontakta den katolske prästen, bara för att upptäcka att hans nummer inte gick att nå. Då de inte kunde få tag i prästen bestämde de sig för att ta saken i egna händer. Beväpnade med ett krucifix gick de omkring i huset medan de läste Fader vår, varpå en kör röster avbröt dem och bad dem att sluta.
Den sista natten i huset blev även deras värsta; smällar och oljud överallt, möbler som flyttade sig av sig själva och barnen terroriserades. Efter 28 dagar kände de att de inte klarade mer så de tog bara med sig ett fåtal ägodelar, flydde från huset och sökte skydd hos Kathleens mamma. 
20 dagar senare kallades Ed och Lorraine Warren in av Marvin Scott, en nyhetsreporter i New York som rapporterat om fallet. En grupp reportrar, utredare och parapsykologer samlades på Eds inrådan men familjen Lutz vägrade att sätta sin fot i huset under utredningen. Under utredningen knuffades Ed omkull då han använde religiösa symboler i källaren och Lorraine blev överväldigad av en demonisk närvaro och plågades av sinnesbilderna av familjen Defeos kroppar som låg utspridda på golvet under vita lakan. 
Researchteamet lyckades fånga en bild av vad som verkade vara anden efter en liten pojke på husets övervåning och man upptäckte även att marken använts av John Ketchum, som utövade svart magi och ägde en stuga på marken under den holländska kolonialtiden år 1924.